# 王曉庭
拿督王曉庭 （馬來語：Wong Siaw Ting；1980年8月9日—），馬來西亞政治人物，现任马华公会中委，曾经为馬華公會青年團總團長及馬華公会联邦直辖区聯委會主席。自2013年馬青正式接納女青黨員後，她創下歷史，成為馬青創團以來的第一位女團長。

## 政治生涯
王曉庭的父親是馬華公會的永久黨員，在耳濡目染下，她21歲正式成為馬華黨員。她先後擔任過馬華婦女組青年局主任 （2008年至2013年）和 馬華會青年團副總團長。此外，她也擔任過馬來西亞信息、傳播與文化部副部長的私人助理。王曉庭在2013年馬來西亞大選競選士布爹國會區，然而最終敗給行動黨郭素沁。
2023年9月24日，王晓庭在党选角逐马华公会副总会长一职失利。同年10月31日，王晓庭受委为马华公会中委，但没再受委担任马华公会联邦直辖区联委会主席，由黄日升接任。

## 課題
18歲投票機制（Undi 18）是由伊拉（Qyira Yusri）和塔馬（Tharma Pillai）提出，是一項於2016年發起的學生運動，倡導修改聯邦憲法第119（1）條文，將馬來西亞的最低投票年齡從21歲降至18歲。
2019年7月16日，國會下議院一致通過了2019年憲法（修正案）法案，其中包括將投票年齡從21歲降至18歲、自動進行選民登記以及允許18歲的國人參加選舉。
2020年11月，首相署部長宣布修正案中的修改，最遲可在2021年7月之前執行。然而2021年3月，選舉委員會卻決定推遲實施該法案至2022年9月之後，並表示其準備工作受到行動管制令的影響。因此，估計有120萬18至20歲的青年，可能無法在第15屆大選中投票。
王曉庭仍然堅持為馬來西亞民主制度下的青年權利而戰。她敦促選舉委員會給出明確的解釋，以證明落實時間的拖延是合理的。她也敦促政府為青年提供更多機會參與下一屆舉行的大選，並在馬青第56屆代表大會上，呼籲黨員接觸年輕選民。她建议将公民和政治教育纳入国民教育体系，以便吸引更多的年轻人参与国家政治及选举。

## 争议事件
2020年4月11日，王晓庭批評茜蒂再拉在處理家暴課題上誤導婦女。然而数小时后她删除了贴文，并对自己的言论发文道歉。4月13日，茜蒂再拉表示接受王晓庭的道歉，并认为后者贵在有胸襟和度量。

## 個人生活
王曉庭出生於馬來西亞檳城州大山腳市鎮，隨後與家人搬遷到吉打州居林縣。她在覺明小學與中學接受華文教育，之後在敦拉薩大學和清华大学分别完成她的工商管理碩士和公共管理硕士。她已婚，且育有二子一女。

## 政府機構要職
王曉庭在2020年4月份獲得人力資源部長拿督斯里沙拉瓦南任命為人力資源發展基金 (HRD Corp) 的獨立董事，任期為2年。負責策劃不同的員工培訓計劃，以滿足不同的工作場所需求。她也是聯邦直轄區部旗下，吉隆坡市政局顧問理事會的成員。

## 選舉成績
| 年份 | 选区               | 候选人 | 候选人             | 得票数 | 得票率 | 竞选对手                 | 竞选对手             | 得票数 | 得票率 | 总票数  | 多数票 | 投票率 |
| ---- | ------------------ | ------ | ------------------ | ------ | ------ | ------------------------ | -------------------- | ------ | ------ | ------- | ------ | ------ |
| 2013 | 吉隆坡 P122 士布爹 |        | 王曉庭（馬華公會） | 9,948  | 13.92% |                          | 郭素沁（民主行动党） | 61,500 | 86.08% | 71,895  | 51,522 | 83.58% |
| 2022 | 柔佛 P158 地不佬   |        | 王曉庭（馬華公會） | 30,767 | 18.32% |                          | 潘伟斯（人民公正党） | 83,959 | 49.99% | 167,965 | 30,720 | 75.22% |
| 2022 | 柔佛 P158 地不佬   |        | 王曉庭（馬華公會） | 30,767 | 18.32% | 依沙巴西尔（土著团结党） | 53,239               | 31.70% |        | 167,965 | 30,720 | 75.22% |

## 个人荣誉
- 马六甲：
  -  马六甲成员勋章（DPSM）—拿督（2020年）[23]

## 外部連結
- DBKL （页面存档备份，存于）
- HRDCORP （页面存档备份，存于）
- UNDI 18 （页面存档备份，存于）